# Dusona peculiaris
Dusona peculiaris là một loài tò vò trong họ Ichneumonidae.